# 摩伊西斯·厄魯
摩伊西斯·羅哈斯-厄魯·貝爾崔（英語：Moisés Rojas-Alou Beltré，1966年7月3日—），為前美國職棒大聯盟的外野手，生涯曾效力過海盜、博覽會、馬林魚、太空人、小熊、巨人與大都會等隊。他的父親Felipe Alou、叔叔Matty Alou跟Jesús Alou，以及姪子梅爾基亞德斯·羅哈斯(新楓康)都是大聯盟球員。2008年，厄魯父子檔成為大聯盟第四對都有達成單季20轟的父子組合。他同母異父的弟弟Luis Rojas曾是大都會的總教練。
厄魯是少數幾位打擊時從來不使用打擊手套的球員之一，他甚至自稱自己會在手上撒尿，好讓手可以把球棒握得更緊。

## 職業生涯
1986年春季選秀，海盜在首輪第二順位選進厄魯，而他也在1990年7月26日登上大聯盟。

### 蒙特婁博覽會
1990年季中，海盜將厄魯交易到博覽會。1993年，厄魯因為出現嚴重腳踝傷勢，導致他只能擔任角落外野手。1994年，他打出3成39的打擊率，並首次入選明星賽。接下來兩年厄魯表現不錯，不過期間他出現肩膀傷勢，讓他1995年球季提前結束。

### 佛羅里達馬林魚
1997年初，厄魯加盟馬林魚。該年他敲出23轟與115分打點。馬林魚在季後賽一路過關斬將，他們接連在分區賽和國聯冠軍賽淘汰巨人和勇士，最後在世界大賽以4勝3敗擊敗印地安人。厄魯在系列賽的打擊率高達3成21，並敲出3轟與9分打點，差點就拿下世界大賽MVP。

### 休士頓太空人
1998年初，馬林魚將厄魯交易到太空人。他在新球隊的第一年就敲出生涯新高的38轟與124分打點，並跑回隊史紀錄的102分。然而他卻因為使用跑步機時弄斷十字韌帶，造成整個1999年賽季報銷。2000年和2001年，傷癒回歸的厄魯分別繳出3成55和3成31的打擊率。2001年球季結束後，太空人不和厄魯續約，因此他投身自由市場。

### 芝加哥小熊
2001年12月，厄魯和小熊簽下3年2700萬美元的合約。他在2002年球季初進入傷兵名單，後來他整季繳出2成75的打擊率，並敲出15轟。2003年，厄魯繳出2成80的打擊率，並敲出22轟與91分打點。
2003年國聯冠軍賽第六場，厄魯在8局上要接殺飛球時，被球迷史蒂夫·巴特曼干擾而無法成功完成接殺。最後馬林魚死裡逃生單局攻下8分，並逆轉淘汰小熊。
2004年，厄魯敲出生涯新高的36轟，並打回106分打點。不過小熊在球季最後9場比賽輸了7場，再度和季後賽擦身而過。

### 巨人與大都會
2004年12月，厄魯與巨人簽下一年1300萬5000美元的合約。他曾表示如果巨人在2005年奪冠就宣布退休，不過最後這個願望並未實現。2006年，厄魯再戰一年，單季敲出22轟與74分打點。
2006年11月20日，厄魯與大都會簽下1年750萬美元的合約。他在第一個月繳出3成18的打擊率後，因為股四頭肌受傷而停機到8月。他在回歸後打擊率來到3成45，並完成連續30場比賽敲安的成就。2008年，厄魯因為動疝氣手術而錯過開季。7月9日，厄魯在2A比賽時弄傷右大腿後肌，最後球季提前結束。2009年3月5日，厄魯宣布在經典賽結束後正式退休。

## 生涯打擊成績
| 出賽次數 | 打席 | 打數 | 得分 | 安打 | 二安 | 三安 | 全壘打 | 打點 | 盜壘 | 保送 | 三振 | 打擊率 | 上壘率 | 長打率 | OPS  |
| -------- | ---- | ---- | ---- | ---- | ---- | ---- | ------ | ---- | ---- | ---- | ---- | ------ | ------ | ------ | ---- |
| 1942     | 7913 | 7037 | 1109 | 2134 | 421  | 39   | 332    | 1287 | 106  | 737  | 894  | .303   | .369   | .516   | .885 |

## 退休之後
2014年，厄魯首次獲得名人堂票選資格。不過他僅獲得6票，無法參加下屆名人堂票選。

## 外部連結
- 球員資訊和成績在MLB ，ESPN ，Retrosheet ，Baseball Reference ，Baseball Reference (Minors) ，Fangraphs ，The Baseball Cube （英文）
- 摩伊西斯·厄魯在台灣棒球維基館上的頁面（繁體中文）